# BYG Records
La BYG Records era un'etichetta discografica indipendente francese, famosa per le sue pubblicazioni di opere di jazz e di musica d'avanguardia.

## Storia

### Fondazione
Viene fondata nel marzo del 1967 da Jean Georgakarakos (conosciuto nell'ambiente musicale come "Karakos"), Jean-Luc Young e Fernand Boruso. Il nome dell'etichetta è un acronimo dei cognomi dei fondatori. Karakos in precedenza si occupava di distribuzione e importazione di dischi, Young lavorava per la Barclay Records e Boruso per la Saravah, casa discografica del regista Claude Lelouch.
Nel 1968 pubblica le riedizioni di diversi classici del jazz e del rhythm and blues americano, con la licenza dalla etichetta Savoy Records, tra gli altri artisti figurano Jelly Roll Morton, Louis Armstrong, Sidney Bechet, Bix Beiderbecke, Otis Redding e Ike & Tina Turner. La BYG non pubblica solo dischi di jazz, R&B e avanguardia, ma anche di rock psichedelico, rock progressivo e altri generi emergenti, a livello nazionale i lavori della scena underground francese con nomi famosi come quello di Brigitte Fontaine.

### La BYG Actuel
Nel 1969 Boruso lascia la BYG e al suo posto viene chiamato il batterista francese Claude Delcloo, che aveva fondato la rivista musicale Actuel. Nasce così la sussidiaria BYG Actuel che oltre ad occuparsi di promozione e marketing, pubblica a sua volta alcuni dischi a proprio nome. Un'altra sussidiaria BYG che edita è la Monkey.
Nel 1969 Delcloo invita decine di jazzisti internazionali di alto livello, reduci dal festival di luglio della musica Pan-Africana di Algeri, a registrare a Parigi, gli album che ne seguono sono tra le migliori opere di free jazz di quel periodo. Questi dischi vengono pubblicati dalla Actuel e anche prodotti da Georgakarakos e Young.

### Il declino e la fine dell'attività
Nel luglio del 1970 Georgakarakos organizza il Popanalia festival a Biot nel sud della Francia, ma anche quest'impresa si rivela un fiasco finanziario.
Le edizioni in vinile invece danno risultati positivi, tra i molti artisti che la casa discografica pubblica in questo periodo, figurano Don Cherry, l'Art Ensemble of Chicago, che registra per la BYG i suoi primi album, Archie Shepp, Sun Ra, i Gong, i Soft Machine, i Musica Elettronica Viva e Terry Riley.
Nel 1972 l'etichetta è però oberata dai debiti e deve azzerare l'attività.

## Il dopo BYG
In seguito i due soci principali creano ognuno per conto proprio una nuova etichetta. Georgakarakos fonda la Celluloid Records e Young la britannica Charly Records, entrambe otterranno un buon successo. Nel 2002 una compilation con i migliori brani della BYG viene pubblicata in una confezione di tre CD dalla Charly, e in una confezione di sei CD dall'etichetta italiana Get Back Records. La raccolta dei brani è curata da Thurston Moore dei Sonic Youth e dal giornalista Byron Coley.
Negli anni che seguono la fine dell'attività della BYG, riedizioni degli album del suo catalogo sono uscite per diverse etichette, tra queste la Metronome, la giapponese Toho Co. e la Affinity, una sussidiaria della Charly. La maggior parte di queste opere sono tuttora in vendita in formato CD.